# Aline Aurouet
Pour les articles homonymes, voir Aurouet.
Aline Aurouet est une dessinatrice, peintre, illustratrice et portraitiste française née le 16 octobre 1894 à Paris 2e et morte le 10 décembre 1990 à Créteil.

## Biographie
Née dans une famille parisienne d'origine flamande, Aline Aurouet participe dès ses cinq ans à une exposition de travail manuel exécuté sur place, en un temps limité, qui se déroule au Petit-Palais (Paris). Par la suite, débutant des études d'art, elle reçoit deux prix de dessin de la Ville de Paris, travaillant toujours dans la solitude, « s'appliquant à des simplifications synthétiques du réel pour ménager les signes du merveilleux ». Ses amis l'encouragent à exposer ses œuvres dans les salons parisiens, et Aline Aurouet se fait alors rapidement remarquer pour ses paysages montmartrois et bourguignons, mais aussi pour des scènes plus oniriques comme sa toile Les Ficelles, représentant des pantins manipulés, exposée à la Galerie Nayberg en 1968.
Par la suite, devenant la compagne de Charles-Auguste Bontemps (1893-1981), Aline Aurouet expose successivement ses œuvres notamment au Salon des Indépendants en 1974, avec son tableau L'Anachorète, mais aussi à la Nationale des Beaux-Arts, aux galeries Saint-Placide, et à la galerie La Roue. De tendance politique libertaire, voire anarchiste, Aline Aurouet réalise en parallèle des illustrations de poèmes et de chansons à la pointe sèche, dans ses éditions littéraires de Paris et de province (Pischbacher, Grassin, les Cahiers Francs, entre autres), et exécute aussi des portraits pour des revues sociales : Albert Camus en 1960, Léo Poldès en 1962, Henri Perruchot en 1964, Jean Rostand en 1977. Elle illustre également le bulletin de la Libre-Pensée des Bouches-du-Rhône, le Monde libertaire (1955-1956) puis le Libertaire (Le Havre), et devient notamment sociétaire de l'Association de l'art contemporain.
En janvier 1979, juste avant une exposition de ses peintures de Montmartre qui se prépare au musée Carnavalet, Aline Aurouet fait don à ce musée de l'histoire de la ville de Paris de 6 toiles des années 1970 : Évocation du Moulin de la Galette au temps de Renoir ; Vue de Montmartre ; La Porcelainerie de Clignancourt, à l'angle des rues Marcadet et du Mont-Cenis ; A la Gaîté Montmartre ; Horizon de la Butte (Passage Penel) ; Toits de Montmartre - clocher de l'église Sainte-Geneviève-des-Grandes-Carrières, rue Championnet.     
En 1986, elle participe au musée Paul Gauguin de Fort-de-France (Martinique) à une exposition autour de Flora Tristan, une figure littéraire libertaire du XIXe siècle qui lui est très chère. L'année suivante, dans le même musée, elle participe à une exposition cette fois autour de Paul Gauguin : « Pour Aline Aurouet, peinture signifie témoigner à travers son art d'un engagement d'humaniste dont chacune de ses œuvres porte le message ».

## Expositions (non exhaustif)
- 1974 : Salon des Indépendants, Paris
- 1976 : Musée de Montmartre, Paris
- 1979 : Musée Carnavalet, Paris; Salon d'Automne, Paris
- 1980 : Institut Français d'Histoire, Archives nationales, Paris
- 1986 : Musée Paul Gauguin, Fort-de-France (Martinique), exposition Flora Tristan
- 1987 : Musée Paul Gauguin, Fort-de-France (Martinique), exposition Paul Gauguin